# جنگ گوگوریو–شیلا
جنگ گوگوریو–شیلا، نبردی است که در اواسط قرن هفتم میلادی رخ داد، در این جنگ حملات بسیار زیادی توسط ائتلاف گوگوریو–بکجه به پادشاهی شیلا انجام شد.

## زمینه
سه پادشاهی قرن‌ها در درگیری مداوم با یکدیگر بودند و برای کنترل شبه‌جزیره کره رقابت می‌کردند. قلمروهای کلیدی مانند دره رودخانه هان از نظر استراتژیک حیاتی بودند و مکرراً دست به دست می‌شدند. بکجه، تحت فرمان پادشاه اویجا، به ویژه در برابر شیلا تهاجمی بود و در سال ۶۴۲ میلادی و دوباره در سال ۶۴۵ میلادی دژهای متعددی را تصرف کرد. گوگوریو نیز تحت حاکمیت بالفعل ژنرال یونگه سومون، موضعی تهاجمی حفظ می‌کرد.

## تشکیل ائتلاف ها

### ائتلاف بکجه-گوگوریو
این ائتلاف در پاسخ به تهدید فزاینده از سوی سلسله تانگ و شیلا شکل گرفت. با وجود اینکه متحد بودند، دره رودخانه هان از نظر جغرافیایی گوگوریو و بکجه را از هم جدا می‌کرد و مانعی برای کمک به موقع به یکدیگر در زمان جنگ بود. این جدایی جغرافیایی به این معنی بود که حتی با وجود اتحاد رسمی، هماهنگی و پشتیبانی لجستیکی بین دو پادشاهی می‌توانست در مواقع بحرانی به چالش کشیده شود.

### ائتلاف شیلا-تانگ
شیلا، که با حملات بی‌امان هم از سوی بکجه و هم از سوی گوگوریو مواجه بود، مکرراً از امپراتوری تانگ درخواست کمک نظامی می‌کرد. پادشاه مویول نقش مهمی در ایجاد این اتحاد ایفا کرد و در سال ۶۵۰ میلادی به تانگ سفر کرد. تانگ در ابتدا بر گوگوریو تمرکز داشت اما به این دلیل که نتوانست لیائودونگ را فتح کند، استراتژی خود را تغییر داد تا ابتدا بکجه را فتح کند و از سمت جنوب به پیونگ یانگ حمله کند و بدون درگیری شدید، به هدف خود برسد.
تهاجم مداوم و هماهنگ از سوی گوگوریو و بکجه، شیلا را مجبور کرد تا استراتژی‌های اتحاد سنتی کره را کنار بگذارد و به طور کامل به یک قدرت خارجی متعهد شود. این یک قمار بزرگ بود، زیرا به معنای دعوت یک امپراتوری قدرتمند خارجی به شبه‌جزیره بود، اما در نهایت برای بقای شیلا و تلاش‌های آینده‌اش برای اتحاد تعیین‌کننده شد.

## شرح نبرد
در سال ۶۵۵ میلادی، نیروهای متحد گوگوریو و بکجه یک حمله بزرگ را علیه شیلا آغاز کردند. این حمله بخشی از یک دوره طولانی تهاجمات علیه شیلا بود که تا سال ۶۵۹ میلادی ادامه یافت. این تهاجم نه تنها به دنبال کسب قلمرو بود، بلکه هدف آن تضعیف مداوم شیلا و جلوگیری از توانایی آن برای مقاومت در برابر ائتلاف گوگوریو-بکجه بود.
مهمترین نتیجه فوری این حملات، تصرف ۳۰ تا ۳۳ دژ شیلا توسط نیروهای متحد بود. این یک شکست سرزمینی قابل توجه برای شیلا بود که مرزهای آن را به عقب راند و آسیب‌پذیری آن را افزایش داد. از دست دادن این تعداد دژ نشان‌دهنده عمق نفوذ نیروهای متحد و ضعف دفاعی شیلا در برابر چنین حمله‌ای هماهنگ بود.
در این عملیات، نبرد دژ جوچئون یک درگیری قابل توجه بود. پادشاه مویول از شیلا، که از تجاوزات مرزی بکجه و گوگوریو خشمگین بود، یک ضدحمله را برنامه‌ریزی کرد و نیروهایی از جمله ژنرال کیم هوم-اون را اعزام کرد. دژ جوچئون یک پایگاه استراتژیک در شیلا بود که در یونگ‌دونگ‌گون، چونگ‌چئونگ‌بوک‌دو امروزی قرار داشت و یک مسیر حیاتی به قلمرو بکجه را کنترل می‌کرد. در طول این نبرد، شیلا با یک حمله شبانه غافلگیرکننده توسط نیروهای بکجه مواجه شد. ژنرال کیم هوم-اون، یک اشراف‌زاده بلندپایه شیلا که به دلیل تقسیم سختی‌ها با سربازانش شناخته شده بود، شجاعانه جنگید اما در میدان نبرد کشته شد. چوییدو، یک راهب سابق که داوطلبانه به ارتش شیلا پیوسته و نام خود را تغییر داده بود، نیز شجاعانه جنگید و در این نبرد جان باخت.   
سامگوک ساگی  به صراحت بیان می‌کند که شیلا در اوت ۶۵۵ میلادی بیش از ۳۰ دژ را از دست داد،نتیجه‌ای پرهزینه و نامطلوب، که این موضوع شکست شیلا را تقویت می‌کند.در مواجهه با این تلفات قابل توجه و مداوم، پادشاه مویول از شیلا فرستادگانی را به سلسله تانگ اعزام کرد تا فوراً درخواست کمک نظامی کند. این درخواست مجدد برای مداخله تانگ، نتیجه مستقیم حملات سال ۶۵۵ میلادی و فشار گسترده‌تر بر مرزهای شیلا بود.